# La Main gauche de la nuit
La Main gauche de la nuit (dont le titre original, The Left Hand of Darkness, signifie « La main gauche de l'obscurité ») est un roman de science-fiction de l'écrivaine américaine Ursula K. Le Guin, publié en 1969. Récompensé par un prix Nebula du meilleur roman et un prix Hugo du meilleur roman, rapidement considéré comme un classique de la science-fiction, et plus particulièrement de la science-fiction anthropologique, ce roman a fortement contribué à la carrière, la popularité et l'influence de son auteur. C'est historiquement l'un des premiers livres du genre désormais connu sous le nom de science-fiction féministe, et il constitue le cas le plus célèbre d'androgynie en science-fiction.
Il fait partie du cycle de l'Ékumen, qui comporte six autres romans et une vingtaine de nouvelles. L'action de deux de ces nouvelles se déroule sur la même planète fictive (Géthen/Nivôse) que dans La Main gauche de la nuit : Le Roi de Nivôse, publiée la même année et dont l'action est antérieure, et Puberté en Karhaïde, publiée en 1995, presque trente ans plus tard, et dont l'action est postérieure.
Dans ce roman, Ursula K. Le Guin aborde principalement le thème de la dimension sociale du genre, la non-binarité et l'identité sexuelle en mettant en scène la découverte d'une planète dont la population humaine, génétiquement modifiée, est la plupart du temps androgyne, asexuelle et infertile, mais devient quelques jours par mois, en période d'œstrus, hermaphrodite, acquérant alors les caractères sexuels masculins ou féminins, selon la situation ; de ce fait, le roman, publié en pleine période de révolution sexuelle, a eu beaucoup d'écho au sein des mouvements féministes et LGBT. Les autres principaux thèmes traités sont la lutte interne entre les loyautés personnelles et les devoirs publics, la confrontation des préjugés culturels et leur influence sur la subjectivité d'un observateur externe en anthropologie, les religions (et le taoïsme en particulier, de manière plus explicite encore que dans le reste de l'œuvre de Le Guin) et le prestige social.

## Résumé

### Intrigue
Dans un avenir lointain, Genly Aï, un Terrien, est envoyé sur la planète Géthen, auparavant appelée Nivôse par les premiers explorateurs, pour tenter de convaincre ses gouvernements d'adhérer à l'Ékumen, une organisation interplanétaire qui réunit autour d'échanges culturels et commerciaux plus de trois mille nations de planètes de différents systèmes stellaires. Les conditions climatiques de Géthen sont très difficiles : la planète traverse une période glaciaire permanente, ce que Genly perçoit comme la cause de l'absence de guerre présente ou passée entre les nations géthéniennes. Cependant, les gouvernements des deux principaux États, la Karhaïde et l'Orgoreyn, se montrent méfiants envers Genly ; le nationalisme croissant, provoqué par un conflit frontalier et une lutte de prestige, menace de dégénérer en guerre, et augmente progressivement la loyauté des dirigeants envers leur pays et diminue celle envers l'intérêt général de Géthen et donc envers Genly. Celui-ci tente, malgré des menaces de plus en plus pressantes, de poursuivre son travail diplomatique, consistant à essayer de convaincre les Géthéniens qu'ils ne perdront pas leur identité culturelle en intégrant l'Ékumen.
Genly se trouve immergé dans une société qui lui est très étrangère : sur Géthen, les humains ont connu une évolution génétique sensiblement différente, et ne sont ni homme ni femme. Ils sont asexués les cinq sixièmes du temps (période appelée soma), jusqu'à ce qu'une modification hormonale leur fasse prendre de manière aléatoire l'un ou l'autre sexe, les organes sexuels se développant ou s'atrophiant en conséquence (période appelée kemma). Toute la société prend évidemment en compte cette absence de différence sexuelle et fonctionne différemment de celle qu'a connue Genly Aï sur Terre et ailleurs. L'absence de genre n'est pas le seul élément de cette société, c'est un monde complexe : le décompte du temps, les relations familiales, le système politique sont différents ; les conceptions des choses elles-mêmes le sont. Genly a du mal à comprendre cette civilisation, et surtout à s'habituer à ce que ses interlocuteurs puissent être pourvus de caractères masculins ou féminins selon les périodes ; en contrepartie, lui aussi passe pour un perverti, une anomalie monstrueuse, bloqué à leurs yeux dans une phase hormonale qui le maintient en capacité d'activité sexuelle masculine permanente.
Sa mission l'entraîne dans une traversée des deux nations et de la grande calotte glaciaire, dans des conditions très difficiles, poursuivi par des gouvernements qui le perçoivent comme un danger, et l'amène à affronter un dilemme intime de loyauté, contraint de faire un choix entre sa mission au service de l'ensemble de l'humanité et ses devoirs immédiats envers un partenaire d'infortune. Pris dans une lutte à la fois personnelle et épique, Genly, apprend, dans l'adversité, à aimer la différence physique et culturelle de sa planète d'adoption.

### Chapitres
| Numéro | Titre                           | Narrateur                 | Résumé |
| ------ | ------------------------------- | ------------------------- | --- |
| 1      | Pleins feux sur Erhenrang       | Genly Aï                  | Genly assiste à la cérémonie d'inauguration d'un pont par le roi Argaven, puis mène une discussion avec Estraven.                                                                                            |
| 2      | Dans les murs du Blizzard       | conte                     | Conte de Karhaïde du Nord, sur la destinée tragique de deux frères, Gétheren et Hode, mis au ban de la société.                                                                                              |
| 3      | Le roi fou                      | Genly Aï                  | Genly se rend au Palais royal pour une entrevue avec Argaven. Devant l'obstination du roi, Genly décide de se rendre aux Citadelles, à l'est de Karhaïde, où vivent des Devins.                              |
| 4      | Le dix-neuvième jour            | conte                     | Conte de la Karhaïde de l'Est. |
| 5      | Précognition sur commande       | Genly Aï                  | Départ de Karhaïde et voyage vers Orgoreyn pour Aï. Premiers contacts avec les habitants d'Otherhord, et avec les Devins et leurs prédictions.                                                               |
| 6      | Nu pour l'exil                  | Estraven                  | Départ pour l'exil d'Estraven et périple mouvementé jusqu'en Orgoreyn. |
| 7      | La question sexuelle            | Ong Tot Oppong            | Notes prises par une investigatrice du premier groupe de reconnaissance débarqué sur Géthen, en 1448 A.E. Hypothèse sur la question du rapport entre type de sexualité et l'agressivité, le viol, la guerre… |
| 8      | Nu pour l'exode                 | Genly Aï                  | Voyage, puis installation d'Aï dans la capitale d'Orgoreyn. Retrouvailles avec Estraven l'exilé. |
| 9      | Estraven le traître             | conte                     | Conte de la Karhaïde de l'Est. Guerre, puis paix entre les Domaines d'Estre et de Stok, dans le pays de Kerm.                                                                                                |
| 10     | Colloque à Mishnory             | Genly Aï                  | Aï rencontre les Commensaux et personnages importants du pays. Il présente sa mission, le but et le fonctionnement de l'Ékumen répond aux questions concernant sa physiologie.                               |
| 11     | Soliloque à Mishnory            | Estraven                  | Journal d'Estraven et rencontre furtive de Genly Aï pour lui dire le danger encouru. |
| 12     | Du temps et de la nuit          | Touhoulme le Grand Prêtre | Maximes du bréviaire du culte Yomesh, notamment Meshe considéré comme le Centre du Temps. |
| 13     | Nu pour l'exit                  | Genly Aï                  | Arrestation de Genly Aï. Transfert en camp, emprisonnement, interrogatoires sous drogues. |
| 14     | L'évasion                       | Estraven                  | Évasion de Genly Aï organisée par Estraven. |
| 15     | Vers les glaces                 | Genly Aï                  | Traversée de la Grande Calotte Glaciaire par Estraven et Aï pour sortir de l'Orgoreyn. |
| 16     | Entre le Dromnor et le Dramigôl | Estraven                  | Journal de bord d'Estraven : poursuite de la traversée. |
| 17     | La création du monde            | conte                     | Mythe préhistorique orgota. |
| 18     | La traversée du Gobrin          | Genly Aï                  | Poursuite de la traversée. |
| 19     | Retour aux bas-fonds            | Genly Aï                  | Retour en Karhaïde et premiers contacts humains. |
| 20     | Vain pèlerinage                 | Genly Aï                  | Retour en grâce pour Genly Aï et tenue de sa promesse. |

### Personnages
- Genly Aï : narrateur principal, terrien envoyé sur Géthen-Nivôse, chargé de mission par l'Ékumen. Il se décrit comme un homme « plus noir et plus grand que la moyenne [des Géthéniens], mais sans sortir des limites normales ».
- Argaven XV : Roi de Karhaïde.
- Estraven (Therem Harth rem ir Estraven)[A 1] : conseiller du Roi de Kharaïde, seigneur d'un Domaine, président de la Kyorremy, la chambre haute ou parlement. Il est originaire du Pays de Kerm, et ne partage pas le nationalisme d'Argaven et de Tibe. Therem a eu deux enfants portés par Ashe Foreth (Foreth rem ir Osboth), union qui a duré sept ans[A 2].
- Tibe (Pemmer Harge rem ir Tibe)[A 3] : cousin du Roi. Membre de la Kyorremy.
- Faxe : Tisseur (« Devin du Handdara ») de la Citadelle d'Otherhord.

### Lieux de l'action
L'action se déroule sur la planète Géthen (endonyme utilisé par les habitants de la planète et par Genly Aï, même si les Terriens l'avaient précédemment baptisée Nivôse). Le gentilé est géthénien.
Karhaïde : nation de la planète Nivôse, dont la capitale est Erhenrang. Le pays est divisé en Domaines et Co-domaines. Le gentilé est karhaïdien.
Orgoreyn : le pays voisin et rival de la Karhaïde, dont la capitale est Mishnory, la plus grande ville sur Nivôse ; Le gentilé est orgota.
Les deux pays sont en conflit au sujet de la possession d'une région frontière : la vallée du Sinoth.

## Analyse littéraire

### Style
Le roman commence, se termine, et est principalement constitué par le rapport que Genly Aï envoie à l'Ékumen après son séjour à Géthen ; cela suggère que c'est lui qui a sélectionné et ordonné l'autre moitié des vingt chapitres, alternés avec ceux dans lesquels il est le narrateur du récit, à la première personne. Ces dix autres chapitres sont constitués de mythes et de légendes de Géthen, d'extraits du journal personnel d'Estraven et du rapport ethnologique d'un ancien observateur de l'Ékumen. Cette structure hétérogène a été décrite comme « nettement postmoderne » et était inhabituelle à l'époque de sa publication, en contraste marqué avec la science-fiction traditionnelle.

### Thèmes
Dans ce roman, Ursula K. Le Guin aborde les thèmes de la dimension sociale du genre et de son lien avec les conflits politiques armés, de la lutte interne entre les loyautés personnelles et les devoirs publics, de la confrontation des préjugés culturels et de leur influence sur la subjectivité d'un observateur externe en anthropologie, des religions (et du taoïsme en particulier, de manière plus explicite encore que dans le reste de son œuvre) et du prestige social. C'est historiquement l'un des premiers livres du genre désormais connu sous le nom de science-fiction féministe, et il constitue le cas le plus célèbre d'androgynie en science-fiction.

#### Genre
Dans ce roman, Le Guin attire l'attention sur la dimension sociale du genre, c'est-à-dire sur les caractéristiques qui sont associées à l'identité sexuelle d'une personne, mais qui sont acquises socialement plutôt que génétiquement innées. Sur Géthen, les individus sont non-binaires : ils ne sont pas déterminés sexuellement, et n'ont de capacité et d'identité sexuelles qu'une fois par mois, au cours d'une période d'œstrus qu'ils appellent « kemma ».
Le Guin a résumé ainsi la description de cette forme d'hermaphrodisme alternant : ces « humains diffèrent de nous par leur physiologie sexuelle. Au lieu de notre sexualité continue, les Géthéniens ont une période d'œstrus, appelée kemma. Lorsqu’ils ne sont pas en kemma, ils sont sexuellement inactifs et impuissants ; ils sont également androgynes ».
Dans le roman, dans le chapitre 7 intitulé « La question sexuelle », la narratrice décrit ce cycle de manière plus détaillée :
« Le cycle sexuel est en moyenne de vingt-six à vingt-huit jours (on tend à dire qu’il est de vingt-six jours pour le rapprocher du cycle lunaire). Pendant vingt et un ou vingt-deux jours le sujet est soma, en état de latence ou inactivité sexuelle. Vers le 18e jour une modification hormonale est effectuée par les glandes pituitaires. Le 22e ou 23e jour le sujet entre dans la période du kemma, l’équivalent du rut animal. Dans la première phase du kemma (karh. sécha) il demeure complètement hermaphrodite. Différenciation et puissance sexuelle sont incompatibles avec l’isolement. Si le Géthénien, dans la première phase du kemma, se trouve seul ou avec des gens qui ne sont pas en kemma, il est inapte au coït. Pourtant la pulsion sexuelle est, en cette phase, d’une force redoutable, assujettissant toute la personnalité, sacrifiant tout à ses impérieuses exigences. Lorsque le sujet rencontre un partenaire en kemma, les sécrétions hormonales en reçoivent un surcroît de stimulation (par le toucher surtout – et par l’odorat ?) jusqu’au moment où il se produit une prédominance des hormones mâles ou femelles chez l’un des partenaires. Les organes sexuels s’engorgent ou s’atrophient en conséquence. Les préliminaires de l’acte sexuel s’intensifient et le sujet déjà différencié déclenche un mécanisme qui fait prendre à son partenaire le rôle sexuel inverse (sans exception ? s’il peut arriver qu’il se forme des couples du même sexe, ces exceptions seraient négligeables). La seconde phase du kemma (karh. thorharmen), où se produit cette activation sexuelle par contact mutuel, dure apparemment de deux à vingt heures. Si l’un des partenaires est déjà à un stade avancé du kemma, l’autre l’y rejoindra rapidement ; si les deux sujets entrent ensemble en kemma, il y a des chances pour que cela prenne plus de temps. Les êtres normaux n’ont de prédisposition ni au rôle masculin ni au rôle féminin, ils ne savent jamais lequel ils vont jouer et ne peuvent choisir. (D’après Otie Nim, l’usage de dérivés hormonaux, en vue d’infléchir la nature vers l’un ou l’autre rôle, est très courant dans la région de l’Orgoreyn ; à ma connaissance, cette pratique n’a pas cours en Karhaïde, pays rural.) Une fois déterminé, le sexe ne peut changer pendant la période du kemma. Sa phase culminante (karh. thokemma) dure de deux à cinq jours, pendant lesquels la pulsion sexuelle atteint sa force maximale. Le kemma se termine brusquement. S’il n’y a pas fécondation, le sujet revient à la phase du soma en quelques heures, et le cycle recommence. Chez un sujet qui, ayant assumé le rôle féminin, a été fécondé, il va de soi que l’activité hormonale se poursuit ; les périodes de gestation (8,4 mois) et de lactation (6 à 8 mois) lui conservent ce rôle de femme. Les organes sexuels mâles restent atrophiés (comme en soma), les seins se développent quelque peu et la ceinture pelvienne s’élargit. Lorsque prend fin la lactation, le sujet perd ses attributs féminins et retrouve l’état de soma en parfait hermaphrodite. Il ne se crée pas d’habitude physiologique : on peut être père plusieurs fois après quelques maternités successives. »
Dans son essai de 1976 intitulé « Le genre est-il nécessaire ? », Le Guin a déclaré que dans ce roman le thème du genre n'était que secondaire par rapport au thème de la loyauté et de la trahison, qui était le thème central ; cependant, elle est revenue en 1987 sur cette affirmation : elle a alors admis que le genre était en fait le thème principal du roman et que si elle l'avait décrit en 1976 comme un thème secondaire, c'était une posture défensive hypocrite en réponse aux critiques féministes envers son utilisation de pronoms masculins pour nommer ses personnages : « Je me sentais sur la défensive et irritée par le fait que les critiques du livre insistaient pour ne parler que de ses « problèmes de genre », comme s'il s'agissait d'un essai et non d'un roman. « Le fait est que le véritable sujet du livre est… » C’est de la fanfaronnade. J'avais ouvert une boîte de Pandore et j'essayais de la fermer ».

##### Genre et violence
Le Guin a déclaré qu'elle a, dans ce récit, « éliminé le genre pour découvrir ce qui restait », et que cette expérience de pensée l'a conduite à créer une société sans guerre, sans exploitation et sans « sexualité en tant que facteur social continu ».
Inversement, elle a plus tardivement, en 2017, déclaré que c'est en recherchant, en 1968, comment « inventer une société humaine plausible qui n'aurait jamais connu la guerre » qu'elle en est venue à l'idée d'abord de réutiliser le cadre de la nouvelle Le Roi de Nivôse pour son climat froid, laissant « moins de temps et d'énergie à consacrer à la guerre », et d'ensuite y enlever la fixité des genres sexuels et de leurs taux de testostérone respectifs, en partant du principe que « la guerre est un comportement essentiellement masculin ».
Dans le roman, Le Guin hésite à attribuer explicitement à cet hermaphrodisme périodique la non-violence relative des sociétés géthéniennes.
Dans le chapitre 5, le narrateur, Genly Aï, attribue cette non-violence à la féminité du comportement gétéhénien :
« sur Géthen rien ne menait à la guerre. Querelles, meurtres, discordes, coups de main, vendettas, assassinats, tortures, atrocités, tout cela entrait dans leur brillant répertoire des actions humaines ; mais ils ne faisaient pas la guerre. Il leur manquait pour cela, semblait-il, la capacité de mobiliser. Ils se comportaient à cet égard comme des animaux, ou comme des femmes. Ils ne se conduisaient pas en hommes. »
Puis, dans le chapitre 7 intitulé « La question sexuelle », la narratrice, Ong Tot Oppong, une femme de la pacifique planète Chiffewar envoyée sur Géthen en tant qu'« Investigateur », spécule dans son rapport anthropologique que la discontinuité de la capacité sexuelle pourrait être la cause de l'absence de violence sexuelle et de guerre, et qu'elle pourrait être l'œuvre de manipulations génétiques réalisées par les Hainiens. Elle laisse toutefois subsister le doute en évoquant l'hypothèse que cette non-violence pourrait être juste une adaptation climatique nécessaire à la survie dans des conditions extrêmes :
« Peut-être apparaîtra-t-il que cela n’a rien à voir avec leur psychologie hermaphrodite. Ils sont, après tout, peu nombreux. Et il faut tenir compte du climat. [...] Et en définitive le facteur dominant de la vie nivôsane n’est ni la sexualité ni aucun autre élément humain ; c’est le milieu naturel, c’est leur monde glacial. Ici l’homme a un ennemi encore plus cruel que lui-même. »

##### Genre et féminisme
Ce roman a été écrit au cours de la deuxième vague féministe, centrée sur « l'expérience des femmes comme moyen d'identifier et de combattre le patriarcat », se focalisant ainsi sur la sexualité, la place des femmes au sein du foyer, mais aussi les violences conjugales ou le viol. Ce changement social a provoqué chez Le Guin un malaise qui l'a amenée à vouloir définir et comprendre « la différence entre les hommes et les femmes », et le sens de la sexualité et du genre ; ce travail de réflexion a abouti à la rédaction de La Main gauche de la nuit.
Barbara J. Bucknall considère que le thème du genre est exploité dans le roman par Le Guin dans le but de participer au mouvement féministe de l'époque, en montrant que les femmes pouvaient se libérer des rôles qui leur étaient alors habituellement attribués : « Le symbole très ancien de l'androgyne est utilisé ici pour montrer ce que signifie simplement le fait d'être humain, une fois que l'on s'est débarrassé des rôles sexuels. C'est la première contribution de Le Guin au féminisme, qu'elle a toujours pris au sérieux sans pour autant être particulièrement militante ».
De même, Elizabeth Cummins déclare que Le Guin à cette époque « se considère comme une féministe et considère ce roman comme sa contribution au nouveau mouvement des femmes des années 1960 ».
Les critiques féministes n'ont cependant pas épargné Le Guin (voir la section sur les reproches qui lui ont été adressés).

##### Genre et taoïsme
Voir la section Taoïsme.

#### Loyauté et trahison
La loyauté, la fidélité et la trahison sont des thèmes importants du livre.
La chercheuse Donna White a écrit que de nombreux romans de Le Guin décrivent une lutte entre les loyautés personnelles et les devoirs publics, et que le meilleur exemple se trouve dans le conflit de loyauté de Genly Aï dans La Main gauche de la nuit : en effet, alors qu'il devient de plus en plus intimement lié à Estraven au fur et à mesure des péripéties et expériences extrêmes qu'ils partagent, il doit continuer à subordonner ce lien à sa mission pour l'Ékumen et pour l'intérêt général de toute l'humanité.
De plus, ces thèmes sont également explorés dans le contexte des relations planétaires et interplanétaires. Genly Aï essaye de convaincre les différentes nations de Géthen que leur identité ne sera pas détruite lorsqu'elles intégreront cette ligue interplanétaire, mais le conflit planétaire entre la Karhaïde et l'Orgoreyn renforce le nationalisme et rend difficile, pour les citoyens de chaque pays, de se considérer comme un seul groupe de citoyens de la même planète sans avoir l'impression de trahir et d'abandonner les particularismes qui forment leur identité : cela renforce leur loyauté envers leur pays et diminue celle envers l'Ékumen et son représentant Genly Aï, qui est trahi à plusieurs reprises.

#### Anthropologie
Mona Fayad a observé que « la préoccupation de Le Guin pour les préjugés culturels est évidente tout au long de sa carrière littéraire ». On retrouve donc ce sujet dans La Main gauche de la nuit qui, comme les autres œuvres du cycle de l'Ékumen, aborde le cas de l'arrivée d'un observateur extérieur sur une planète étrangère pour montrer l'impossibilité de s'affranchir totalement du choc culturel (ici, face à la question du genre, principalement), la difficulté de traduire le mode de vie d'une espèce étrangère dans un langage et une expérience culturelle compréhensibles (ce qu'on retrouve ici pour la notion de shifgrethor, par exemple) ; elle expose ainsi la subjectivité inéluctable de l'observateur, la « cécité » de la prétendue « neutralité » scientifique confrontée à ses propres biais culturels, et illustre les limites d'un discours qui cherche avant tout à préserver ses propres façons de voir le monde et à se privilégier lui-même.
Leon E. Stover considère d'ailleurs que La Main gauche de la nuit est le « roman de science-fiction anthropologique le plus sophistiqué et le plus plausible sur le plan technique, en ce qui concerne la relation entre la culture et la biologie ».

#### Religion
Le livre présente deux religions majeures : le « Handdara », un système informel qui rappelle le taoïsme et le bouddhisme, et le « Yomeshta » ou « culte de Meshe », une religion quasi-monothéiste, basée sur l'idée d'une connaissance absolue de la totalité du temps atteinte en un instant visionnaire par Meshe, qui était à l'origine un adepte du Handdara, alors qu'il tentait de répondre à la question : « Quel est le sens de la vie ? ». Le Handdara est la religion la plus ancienne et la plus répandue en Karhaïde, tandis que le culte yomesh est la religion officielle d'Orgoreyn. Les différences entre les deux religions sous-tendent les distinctions politiques entre les pays et les distinctions culturelles entre leurs habitants. Estraven se révèle, dans le chapitre 11, être un adepte du Handdara, et l'admet à Genly Aï dans le chapitre 14.
Des critiques, comme David Lake, ont trouvé des parallèles entre le culte yomesh et le christianisme, comme la présence de saints et d'anges, et l'utilisation d'un système de datation basé sur la mort du prophète.

##### Taoïsme

Le taijitu est le symbole du dualisme taoïste.

L'intérêt de Le Guin pour la philosophie orientale et plus précisément pour le taoïsme a influencé une grande partie de son œuvre de fiction. Ainsi, le cycle de l'Ékumen traite le thème du dualisme, de l'équilibre et l'harmonie entre la lumière et l'obscurité, un thème central du taoïsme,, et qui est omniprésent dans La Main gauche de la nuit. Le titre du roman, lui-même, provient de la première phrase d'un lai traditionnel de la planète Géthen, inspiré du dualisme de la philosophie chinoise, que cite Estraven dans le chapitre 16 :
« Le jour est la main gauche de la nuit, et la nuit la main droite du jour. Deux font un, la vie et la mort enlacés comme des amants en kemma, comme deux mains jointes, comme la fin et le moyen. »
L'importance de ce dualisme taoïste dans le roman est explicitée dans le chapitre 19, lorsque Genly Aï dessine un taijitu et l'explique ainsi à Estraven : « On trouve ça sur la Terre, et sur Hain-Davenant, et sur Chiffewar. C’est le yin et le yang. Le jour est la main gauche de la nuit… j’ai oublié la suite. Jour, nuit. Peur, courage. Froid, chaud. Femelle, mâle. C’est toi-même, Therem, double et unique ». On comprend alors que le traitement du genre dans le roman est également une expression des tensions de ce dualisme, ainsi que l'a exprimé le chercheur en littérature Derance Amaral Rolim Filho : « Les Géthéniens reflètent l'interrelation du yin et du yang : chaque Géthénien contient les deux physiologies, il peut être à la fois mâle et femelle. Cette dualité n'agit pas comme une contradiction interne, mais comme une complémentarité de leurs parties en tant qu'unité, comme un tout qui n'est pas uniquement défini par l'une ou l'autre de ses parties. [...] Cette ambiguïté, cette ambivalence, cette ambisexualité - comme la nomme Le Guin - rend d'autant plus fascinantes et stimulantes les interconnexions entre le taoïsme et l'exploration du genre par l'auteur dans le roman ». Mais Le Guin ambitionne de dépasser ce dualisme du genre pour amener la réflexion vers un dualisme plus fondamental encore, comme elle l'exprime clairement dans ce dialogue entre Estraven et Genly Aï dans le chapitre 16 :
« — Nous aussi, nous sommes dualistes. La dualité est quelque chose de fondamental, non ? Tant que le moi s’oppose à l’autre…

— Moi et Toi, dit [Genly Aï]. C’est vrai, c’est plus qu’une question de différenciation sexuelle. »
Le parallèle entre le Handdara et le taoïsme apparaît à travers plusieurs éléments.
D'abord, le Handdara est présenté par Genly Aï, dans le chapitre 5, comme une philosophie et un mode de vie plus que comme une simple religion, ainsi que le taoïsme est le plus souvent qualifié : « Le Handdara est une religion sans institutions, sans prêtres, sans hiérarchie, sans vœux, sans credo ; aujourd’hui encore je serais incapable de dire si elle comporte un Dieu. Elle est insaisissable. Elle est toujours ailleurs. Elle ne se manifeste de façon permanente que dans les Citadelles, retraites où l’on peut passer une nuit ou toute une vie » ; de même, Estraven, dans le chapitre 16, affirme que le Handdara « n’a ni dogme, ni credo ». Le Handdara est présenté par Estraven, dans le chapitre 11, comme agnostique : « Être athée, c’est croire en Dieu. Démontrer son existence ou sa non-existence, c’est à peu près la même chose sur le plan probatif. C’est pourquoi les Handdarata évitent le mot de preuve ; ils préfèrent ne pas traiter Dieu comme un fait qui peut être prouvé ou être l’objet d’un acte de foi : ils ont rompu le cercle et sont libres ».
Ensuite, on retrouve dans le Handdara le dualisme taoïste, dans l'utilisation de mots apparemment opposés pour définir une notion donnée : ainsi, dans le chapitre 5, Faxe le « Tisseur » (sorte de sage supérieur qui mène les rituels de divination à la manière d'un fil conducteur énergétique) décrit l'« ignorance » et le « désapprentissage » comme la source de la pensée et de la connaissance ; et il déclare que la vie et l'action sont fondées sur ce qui est inconnu, ce qui n'est ni prouvé ni prédit : « Ce qui seul rend la vie possible, c’est cette incertitude permanente, intolérable : ne pas savoir ce qui vous attend ».
Par ailleurs, on retrouve dans le Handdara la notion taoïste de wuwei (non-intervention). Dans le chapitre 5, Genly Aï décrit le Handdara ainsi : « Ces gens-là vivaient une vie introspective, indépendante, stagnante, saturée de cette singulière « ignorance » si fort prisée par les Handdarata, soumise à leur impératif d’inactivité et de non-intervention. Cette philosophie (exprimée par le mot noussouf que je suis obligé de traduire par « ça ne fait rien ») est essentielle au Handdara ». Martín Gregorio Pérez résume cette équivalence à la formule « noussouf signifie wuwei », et il explique que lorsqu'Estraven confie, dans le chapitre 14, « Si jamais j’avais possédé un don, c’était bien celui-ci : déceler le moindre mouvement propice de la roue de la Fortune, et agir en conséquence », le concept de "roue de la Fortune" (« great wheel », c'est-à-dire « grande roue » dans le texte d'origine) et son idée de la manière d'accompagner cette force en mouvement « font évidemment écho au concept du Tao lui-même : la certitude de ne faire qu'un avec le flux naturel et avec son propre environnement naturel ».
Ce principe de non-intervention se retrouve également au sein de l'enseignement reçu par Genly Aï au sein de l'Ékumen : « Suivant l’enseignement de l’École Ékuménique, lorsque l’action cesse d’être payante, recueille des informations ; lorsque l’information cesse d’être payante, dors » (chapitre 3).

#### Prestige et communication
Le Guin introduit dans La Main gauche de la nuit le concept fictif de « shifgrethor », pour la première fois dans le cycle de l'Ékumen. Genly Aï, le premier Mobile envoyé par l'Ékumen sur Géthen-Nivôse, tente de le définir dans le chapitre 1 ainsi : « prestige, réputation à défendre, sens de l’opportunité, rapports humains fondés sur la vanité… mot intraduisible et principe essentiel du pouvoir social en Karhaïde et dans toutes les civilisations de Géthen ». Plus tard, dans le chapitre 18, Estraven l'informe que ce terme « vient d’un mot ancien qui signifie ombre ».

## Réception critique

### Succès commercial
Plus d'un million d'exemplaires en anglais de La Main gauche de la nuit avaient été vendus en 2014.

### Prix littéraires
La Main gauche de la nuit a remporté le prix Nebula du meilleur roman 1969 et le prix Hugo du meilleur roman 1970. Le Guin a déclaré à ce propos : 
« Les prix Nebula et Hugo décernés à ce livre sont venus me conforter dans mon choix au moment où j'en avais le plus besoin. Ils m'ont prouvé que parmi mes collègues écrivains de science-fiction, qui votent pour le Nebula, et ses lecteurs, qui votent pour le Hugo, j'avais un public qui reconnaissait ce que je faisais et pourquoi, et pour qui je pouvais écrire en étant sûr qu'ils me laisseraient les bousculer. C'est une des confirmations les plus précieuses qu'un artiste peut recevoir. »

Prix Nebula
Prix Hugo

### Louanges
Ce roman est considéré comme un grand classique de la science-fiction.
En 1987, la revue Locus, spécialisée dans les nouvelles de science-fiction, l'a classé au deuxième rang des « meilleurs romans de SF de tous les temps », sur la base d'un sondage réalisé auprès de ses abonnés.
Les chercheuses en littérature Magali Nachtergael et Valérie Stiénon estiment en 2019 que « La Main gauche de la nuit est certainement un des ouvrages les plus singuliers de Le Guin, mais aussi de la littérature d’anticipation ».
Ce roman est resté l'un des livres de Le Guin les plus populaires, avec, en anglais, plus de 30 rééditions et plus d'un million d'exemplaires vendus,.
L'autrice américaine Becky Chambers estime pour sa part que l'influence de cet ouvrage est impossible à quantifier et dépasse ces données chiffrées ; elle explique que « sa représentation de l'androgynie était révolutionnaire à l'époque, et reste sans doute la plus célèbre des flexions de genre à ce jour ». Elle a également déclaré en 2022 que c'est la lecture de La Main gauche de la nuit qui lui avait permis de commencer à former une pensée critique sur la science-fiction, qu'elle appréciait pour l'attrait des vaisseaux spatiaux et des extraterrestres, mais sans imaginer qu'elle pouvait être beaucoup plus philosophique, à tel point qu'elle lui attribue son envie d'en écrire.
L'éditeur David Pringle a classé La Main gauche de la nuit dans sa sélection des 100 meilleurs romans de science-fiction, en considérant que c'est le chef-d'œuvre d'Ursula K. Le Guin, et que c'est grâce à ce roman qu'elle est devenue au milieu des années 1970, « l'écrivain de science-fiction contemporain le plus souvent discuté et le plus intensément étudié » et la première romancière de science-fiction « à obtenir un statut majeur incontestable - la première à devenir, en fait, un gourou ; une source d'inspiration pour les jeunes écrivains des deux sexes, ainsi que pour les lecteurs ».

### Reproches
Bien que La Main gauche de la nuit ait été considérée comme une œuvre de science-fiction pionnière sur les questions de genre, elle a également été critiquée pour ne pas être allé assez loin : les critiques ont souligné la représentation de l'hétérosexualité comme la norme sur Géthen et surtout l'attribution aux personnages en phase de « soma » (pendant laquelle ils sont sexuellement inactifs, impuissants et androgynes) de pronoms de genre masculin ainsi que de caractères et de rôles sociaux (roi, homme d'État, rebelle politique) stéréotypiquement masculins plutôt que dans des rôles associés aux femmes, comme au sein du foyer familial et notamment auprès des enfants.
Le Guin a d'abord défendu son choix d'écriture ; dans un essai de 1976 intitulé « Is Gender Necessary ? » (« Le genre est-il nécessaire ? »), elle a écrit que le genre était secondaire par rapport au thème principal de la loyauté dans ce roman. Toutefois, Le Guin a revisité cet essai en 1988 (« Is Gender Necessary ? Redux » ) et a reconnu qu'en réalité le genre était au cœur du roman, et a regretté ne pas avoir eu la force de l'admettre face aux critiques, et de ne pas avoir su identifier ce biais dans son approche du genre. Dans une lettre privée du 7 février 1977 à James Tiptree, Jr., avec qui elle entretenait une correspondance régulière depuis le début des années 1970, et qui venait de lui révéler en novembre 1976 que ce nom de plume masculin masquait l'identité féminine d'Alice Sheldon, elle confesse ses difficultés à répondre aux critiques virulentes à son encontre émanant du mouvement féministe et à expliquer sa tendance à choisir des protagonistes masculins dans ses récits ; elle y évoque aussi son incapacité à expliquer pourquoi, selon Joanna Russ, une autre amie autrice de science-fiction féministe avec qui elle correspondait régulièrement et qui a elle-même écrit la nouvelle « Lorsque tout changea » en réaction à La main gauche de la nuit, elle représente dans ses récits les femmes comme des « Tante Tom » (c'est-à-dire des traîtres à leur cause) et les hommes « sans couilles ».
Ces réflexions et remises en question aboutissent à une évolution nettement plus féministe de ses écrits ultérieurs (voir plus de détails dans cette section de l'article sur Ursula K. Le Guin). Elle a ainsi publié une réimpression de Le Roi de Nivôse dans laquelle elle a utilisé des pronoms féminins à la place des masculins des publications antérieures.

## Adaptations

### Théâtrales
La compagnie théâtrale de Chicago du théâtre Lifeline fait une adaptation de La Main gauche de la nuit en 1995. Pour le critique du Chicago Reader Jack Helbig, si l'« adaptation est intelligente et bien conçue », elle reste un peu décevante, en grande partie parce qu'il est difficile de rendre compte de la richesse d'un roman de plus de 300 pages dans un spectacle de deux heures.
En 2013, La Main gauche de la nuit est de nouveau adaptée par the Portland Playhouse et Hand2Mouth Theatre (en), sous la direction de Jonathan Walters, avec un texte de John Schmor,.
Le 3 novembre 2017, une adaptation universitaire est réalisée au Robinson Theater de l'Université de l'Oregon, avec un scénario adapté par John Schmor.

### Radiophoniques
Les 12 et 19 avril 2015, BBC Radio 4 a diffusé une adaptation en deux parties du roman, avec Kobna Holdbrook-Smith dans le rôle de Genly Aï, Lesley Sharp dans celui d'Estraven, Toby Jones dans celui d'Argaven, Ruth Gemmell dans celui d'Ashe, Louise Brealey dans ceux de Tibe et Gaum, Stephen Critchlow dans celui de Shusgis, et David Acton dans celui d'Obsle. Le feuilleton radiophonique a été adapté par Judith Adams et réalisé par Allegra McIlroy. L'adaptation a été créée et diffusée dans le cadre d'un mois thématique centré sur la vie et l'œuvre d'Ursula Le Guin, en l'honneur de son 85e anniversaire.

### Cinématographiques et télévisuelles
En décembre 2004, Phobos Entertainment a acquis les droits médiatiques du roman et a annoncé des projets de long métrage et de jeu vidéo basés sur le roman.
Au début de l'année 2017, les droits du roman ont été repris par Critical Content pour la production d'une série télévisée, et Le Guin a été engagée en tant que productrice consultante.
Aucun de ces projets n'a abouti.

### Éditions du roman
- En version originale américaine
  - (en) Ursula K. Le Guin, The Left Hand of Darkness, Ace Books, 1969, 304 p. (ISBN 9780441478125, OCLC 22330727)
  - (en) Ursula K. Le Guin, The Left Hand of Darkness, Harper & Row, 1980, 213 p. (ISBN 9780060125745)
  - (en) Ursula K. Le Guin, The Left Hand of Darkness, Walker, 1994, 345 p. (ISBN 9780802713025)
  - (en) Ursula K. Le Guin, The Left Hand of Darkness, Penguin, 2016, 255 p. (ISBN 9780143111597)

- Traductions en français
  - Ursula K. Le Guin (trad. Jean Bailhache, ill. Jackie Paternoster), La Main gauche de la nuit, Robert Laffont, coll. « Ailleurs et Demain », 1971, 336 p.
  - Ursula K. Le Guin (trad. Jean Bailhache, ill. Alain Choisnet), La Main gauche de la nuit, Librairie Générale Française, coll. « Le Livre de poche », 1979, 409 p. (ISBN 9782253021490)
  - Ursula K. Le Guin (trad. Jean Bailhache, ill. Wojtek Siudmak), La Main gauche de la nuit, Presses Pocket, 1984, 320 p. (ISBN 9782266014632)

- Pour les rééditions, voir dans ces Ressources relatives à la littérature :   - Internet Speculative Fiction Database
  - NooSFere
 .